# Райхардт, Хейли
Хейли Райхардт (англ. Hayley Marie Reichardt; род. 27 апреля 1999) — американская тяжелоатлетка, призёр чемпионатов мира, двукратная чемпионка Америки.

## Карьера
В 2019 году она завоевала бронзовую медаль в весовой категории до 49 кг среди женщин на чемпионате мира по тяжелой атлетике среди юниоров, проходившем в Суве, Фиджи.
В 2020 году Хейли стала обладателем серебряной медали в весовой категории до 49 кг среди женщин на Панамериканском чемпионате по тяжелой атлетике, который проходил в Санто-Доминго, в Доминиканской Республики. В 2021 году она выиграла чемпионский титул в весовой категории до 49 кг среди женщин на Панамериканском чемпионате по тяжелой атлетике 2021 года, который проходил в Гвадалахаре. На аналогичном турнире в 2022 году в Колумбии она вновь стала чемпионкой Панамерики.
На чемпионате мира 2022 года в Боготе, в Колумбии в категории до 45 кг она стала пятой по сумме двух упражнений с результатом 194 кг, и завоевала малую бронзовую медаль в упражнении "толчок" (110 кг).